# Phymatostetha dubitabilis
Phymatostetha dubitabilis är en insektsart som först beskrevs av Walker 1858.  Phymatostetha dubitabilis ingår i släktet Phymatostetha och familjen spottstritar. Inga underarter finns listade i Catalogue of Life.